# Andrea Corrado
Andrea Corrado (Albissola Marina, 15 ottobre 1873 – Genova, 1963) è stato un armatore italiano.

## Biografia
Andrea Corrado nacque il 15 ottobre 1873 ad Albissola Marina, in provincia di Savona: figlio di un maestro d'ascia molto noto lungo tutta la costa da Genova fino alla Provenza. Avviato alla vita clericale, all’età di 16 anni fuggì di casa e si imbarcò come “giovanotto” su un brigantino di nome “Giovanna B”. A 17 anni completò gli studi superando gli esami per diventare comandante. A 19 anni era già primo ufficiale di coperta e durante un lungo imbarco si trovò a comandare la prima nave a causa di una malattia che colpì improvvisamente il suo comandante. Fu l’occasione che gli consentì di diventare precocemente capitano di lungo corso. Le sue capacità di ottimo manovratore di bastimenti lo spinsero a divenire più tardi capo dei piloti del Porto di Genova: carica che mantenne per un certo periodo di tempo, anche successivamente all’inizio della sua attività armatoriale.
Nel 1908 quando riuscì ad acquistare la sua prima nave, cui diede il nome di “Castagna”. Fu la prima esperienza da armatore, ma fu un inizio segnato da una tragedia che vide la sua nave naufragare al largo delle coste di Boston; vi morirono alcuni membri dell’equipaggio compreso il comandante, suo fraterno amico e a cui era immensamente affezionato.
Nel 1917, la sua flotta contava già 5 unità di cui 3 bastimenti a vapore e due brigantini (ancora) a vela. Subì pesanti perdite a causa dei danni causati dai siluri lanciati dai sottomarini tedeschi durante la grande guerra. Dopo la guerra riuscì a ricostruire ed espandere la flotta approfittando della disponibilità di naviglio (navi "Standard") creata dagli inglesi attraverso un'istituzione (British Shipping Controller) creata dal governo di coalizione di Lloyd George nel 1916 al fine di riorganizzare e regolare la marina mercantile con lo scopo di rifornire il Regno Unito di materiali necessari a combattere la guerra a seguito di ingenti perdite.
Nel 1919 la sua flotta aumentava sia attraverso acquisti diretti di navi che attraverso investimenti in altre società; a volte in società con altre importanti famiglie di armatori genovesi.
Nel 1931 venne insignito dell'onorificenza di Cavaliere del Lavoro.
Nel 1932 la flotta Corrado era ormai divenuta importante e contava diverse navi di diversa tipologia. Le sue navi erano attive in molti porti del mediterraneo e su entrambe le sponde dell’oceano Atlantico e si potevano ormai riconoscere facilmente dalla C di colore rosso dipinta sul fumaiolo. Il nome della sua compagnia era "Corrado di Navigazione", ma i suoi interessi armatoriali sconfinavano in altre società come la "Polena" e la "Sicilarma". La bandiera della compagnia era la Croce di San Giorgio, già bandiera della Repubblica Marinara di Genova e poi bandiera d’Inghilterra, con una C di colore verde (per richiamare i colori della bandiera italiana) che campeggiava nel settore in alto a sinistra.
Nel 1936, Andrea Corrado rilevò 10 unità de "La Meridionale di Navigazione" e tra questo momento e il 1939, all’alba della seconda guerra mondiale, la sua flotta raggiunse il punto di massima espansione. Non è chiaro il massimo numero di navi che raggiunse, ma sicuramente si aggirava tra le 35 e 40 unità, stando ai documenti storici resi disponibili.

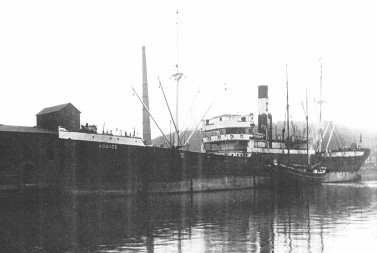
Vodice

Andrea Corrado non abbandonò mai la sua caratteristica di comandante-armatore ed esiste un aneddoto che ha poi trovato riscontro storico in alcuni documenti, che ne è testimonianza emblematica. Durante il periodo della grande emigrazione dall’Italia verso gli Stati Uniti, capitava che alcuni membri degli equipaggi delle navi mercantili si imbarcassero per poi ammutinare una volta raggiunta l’agognata e tanto sognata America. Capitò quindi che una sua nave chiamata “Vodice” subì un ammutinamento da parte di un numero considerevole di marinai (compreso il comandante) sulla costa orientale degli Stati Uniti, lasciando la nave di fatto abbandonata nel porto. Non riuscendo a trovare sul posto un equipaggio di cui si fidasse, Andrea Corrado partì per andare a riprendersi la sua nave e la riportò personalmente a Genova. Spesso capitava anche che pilotasse egli stesso le sue navi dentro il Porto di Genova, quando non era troppo sicuro delle capacità di manovra dei propri comandanti più giovani.
La flotta venne letteralmente decimata durante la seconda guerra mondiale; molte unità vennero affondate dall’intelligence britannica, altre si inabissarono per i danni cagionati dal contatto con mine galleggianti e altre ancora vennero confiscate dalla Regia Marina Italiana e utilizzate per scopi bellici. Alcune navi trovarono riparo in alcuni porti del Sud-America, altre (poche) trovarono scampo in altro modo, ma alla fine della guerra la flotta Corrado contò danni incalcolabili.
Ciò nonostante, Andrea Corrado, con l’aiuto del figlio Baccio, fu uno dei primi ad intuire l’opportunità di ricostruire la flotta grazie al Piano Marshall. Baccio era pilota decorato dell'aviazione militare, ricevette un’educazione universitaria e conosceva perfettamente le lingue; così, insieme ad una delegazione di imprenditori italiani, venne ricevuto dal presidente americano Harry Truman per discutere il piano nell’ambito del quale le navi costruite a fini bellici venivano messe a disposizione a titolo di indennizzo dei danni di guerra. Queste navi venivano chiamate Liberties, ma molti dubitavano sulla concreta possibilità di convertirle a fini commerciali. Andrea Corrado era convinto che opportuni interventi tecnici sulle strutture di questo tipo di navi potessero renderle più che adatte al trasporto mercantile. Per questo motivo decise di esporsi anche personalmente difendendo questo progetto in Confitarma (Associazione degli Armatori Italiani), pur tra le enormi perplessità degli altri armatori italiani. L’Italia poi partecipò alla distribuzione delle Liberties con una quota anche significativa.
Le Liberties furono l’occasione per ricostruire le flotte europee, fungendo da volano strategico della ricostruzione e crescita economica del dopoguerra. Successivamente, Andrea Corrado continuò la sua attività armatoriale con lo stesso stile che lo contraddistinse negli anni precedenti ma la diversificò notevolmente nel settore delle assicurazioni marittime e in iniziative immobiliari di rilievo.
Andrea Corrado morì a Genova nel 1963 all'età di 90 anni. Le sue navi in quel periodo erano in disarmo a seguito di una congiuntura sfavorevole del mercato marittimo e alcuni dei suoi figli approfittarono degli incentivi statali previsti per spingere gli armatori a rinnovare le flotte a condizione che demolissero le navi ormai vecchie e ordinassero navi di nuova generazione presso i cantieri navali del paese. Questo momento rappresenta il passaggio della famiglia nell'armamento moderno.
La figura di Andrea Corrado è certamente tra le più paradigmatiche nella storia della marineria mercantile, non solo italiana, per il periodo storico in cui si inserisce. Essa infatti ne abbraccia tutte le fasi di cambiamento più importanti: il passaggio dalla navigazione a vela a quella a vapore, le due grandi ricostruzioni delle flotte dopo le due guerre mondiali con le navi "Standard" e le "Liberties" e infine l'armamento moderno. Nel 1961, Andrea Corrado era ottantottenne e vide varare dal figlio Baccio una delle prime navi che aprirono la strada all'epoca del gigantismo navale e della tecnologia a supporto della navigazione.
Le vicende della sua famiglia si intrecciarono inevitabilmente con la vita politica del suo paese. Una sua nuora era nipote di Giuseppe Sirianni, contrammiraglio della Regia Marina Italiana, senatore del Regno e ministro della Marina. Andrea Corrado, suo nipote omonimo, è stato senatore della Repubblica nella XIV legislatura.
La sua vicenda armatoriale ancora oggi continua attraverso le generazioni successive. Nel 1976 l'attività venne trasferita dal nipote Francesco Corrado (figlio di Baccio) fuori dai confini italiani facendo della compagnia una moderna impresa d'armamento navale a carattere globale; oggi presieduta dal figlio Giovanni Battista Corrado e guidata dall'amministratore delegato Danilo Carlo Fumarola.
Andrea Corrado riposa nel Cimitero monumentale di Staglieno. A testimonianza dell'importanza rivestita per la città di Genova, nel 2011 è stata a lui dedicata una strada nel centro della città e la sua storia è oggi raccontata nel più importante museo del mare del mediterraneo, il Galata − Museo del mare (Sala degli Armatori).